# Pseudopsodos pinara
Pseudopsodos pinara är en fjärilsart som beskrevs av Druce 1893. Pseudopsodos pinara ingår i släktet Pseudopsodos och familjen mätare. Inga underarter finns listade.